# Игнатьевская пещера
Игнатьевская пещера (известна также как Игната, Игнатова, Игнатиевская, Дальняя, Серпиевская, Ямазы-Таш) — крупная известняковая пещера на берегу реки Сим (приток реки Белой) в южной части Уральских гор, близ села Серпиевка в Катав-Ивановском районе Челябинской области России. С 1983 года — филиал Ильменского заповедника. Как и близлежащая Колокольная пещера, содержит древнюю пещерную живопись; обе пещеры входят в Серпиевский пещерный комплекс.
Первые сведения о пещере опубликованы в 1762 году в книге П. И. Рычкова «Топография Оренбургская» (написана в 1755). Своё современное название Игнатьевская пещера получила по имени старца Игната, который по легендам жил в пещере в XIX веке. С 2018 года пещера закрыта для свободного посещения, в том числе и из-за вандализма посетителей.
В пещере были найдены микролиты, останки животных, объекты железного века. Начиная с 1980 года было описано около 160 пещерных рисунков (лошади, мамонты, носороги, культовые символы). Уникальным считается рисунок человека с двадцатью восемью красными точками между ног, которые могут обозначать менструальный цикл женщины. 
В конце XX века рисунки в пещере датировались эпохой палеолита, однако проведённый в 2002 году радиоуглеродный анализ пигментов в местах их происхождения датировал их создание периодом от 6 до 8 тыс. лет назад. В 2017 году специалист по южноуральской наскальной живописи В. С. Житенёв приводил данные о «позднепалеолитическом возрасте значительной части красных рисунков изобразительного ансамбля Игнатьевской пещеры». Проблема датировки изображений остаётся открытой.
Если изображения в пещере относятся к палеолиту, то это самый северный из известных науке памятников палеолитической живописи. Пещерная живопись Игнатьевской и (более известной) Каповой пещеры, относящаяся к каменному веку, — памятник мирового значения. 

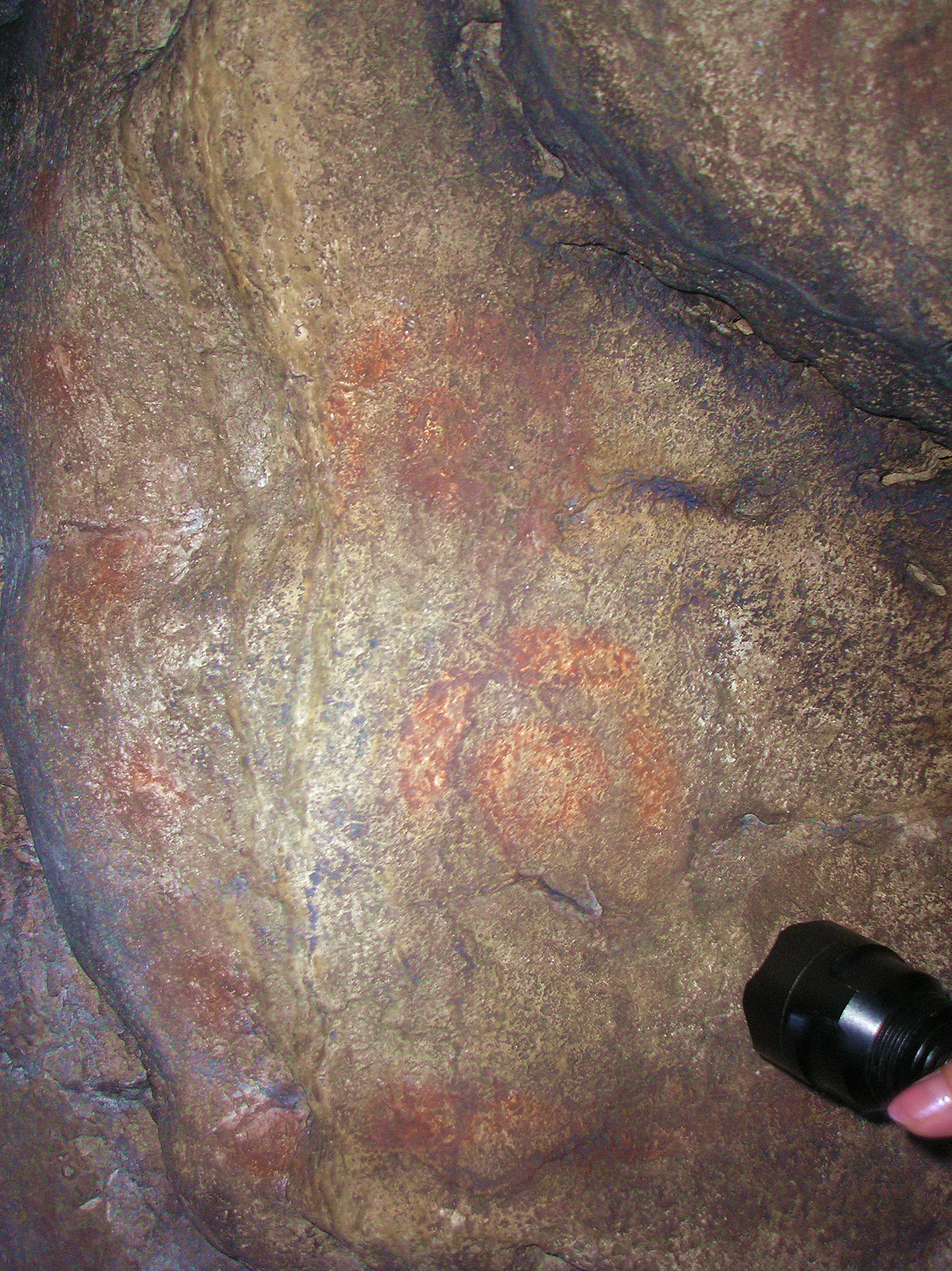
Наскальное изображение следов животных
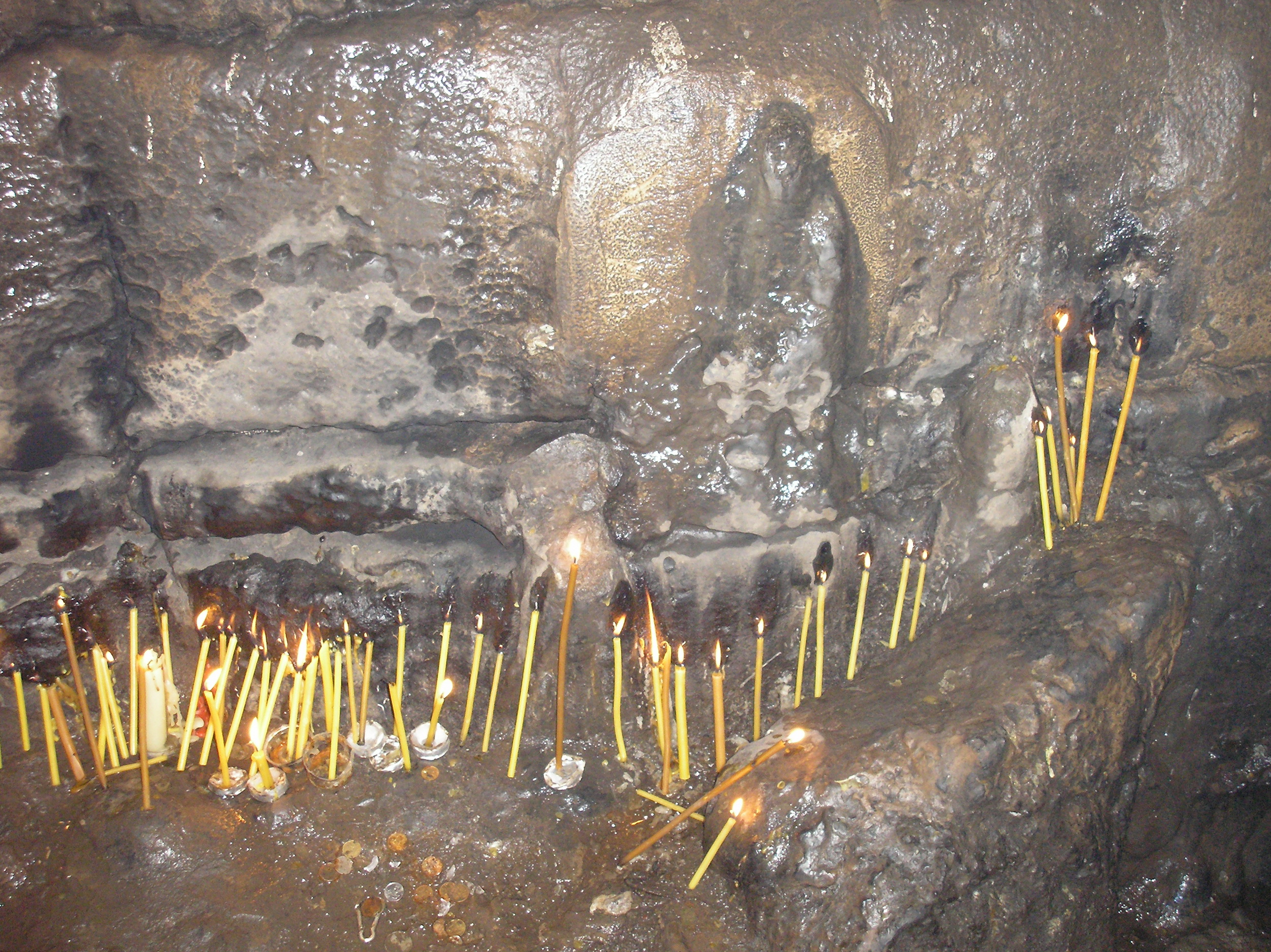
«Образ Богоматери»
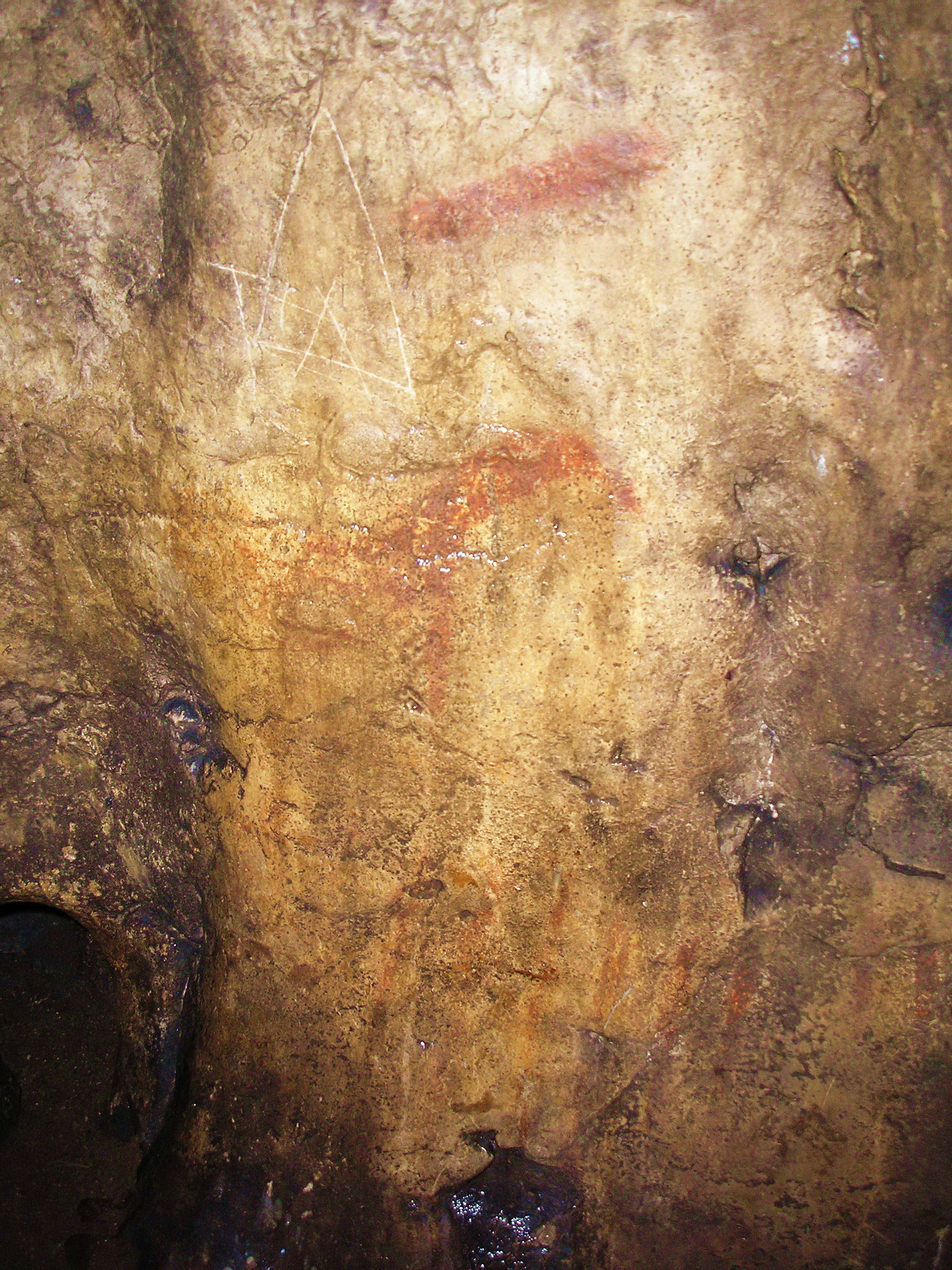
Наскальное изображение сцены охоты (животное и летящая стрела)
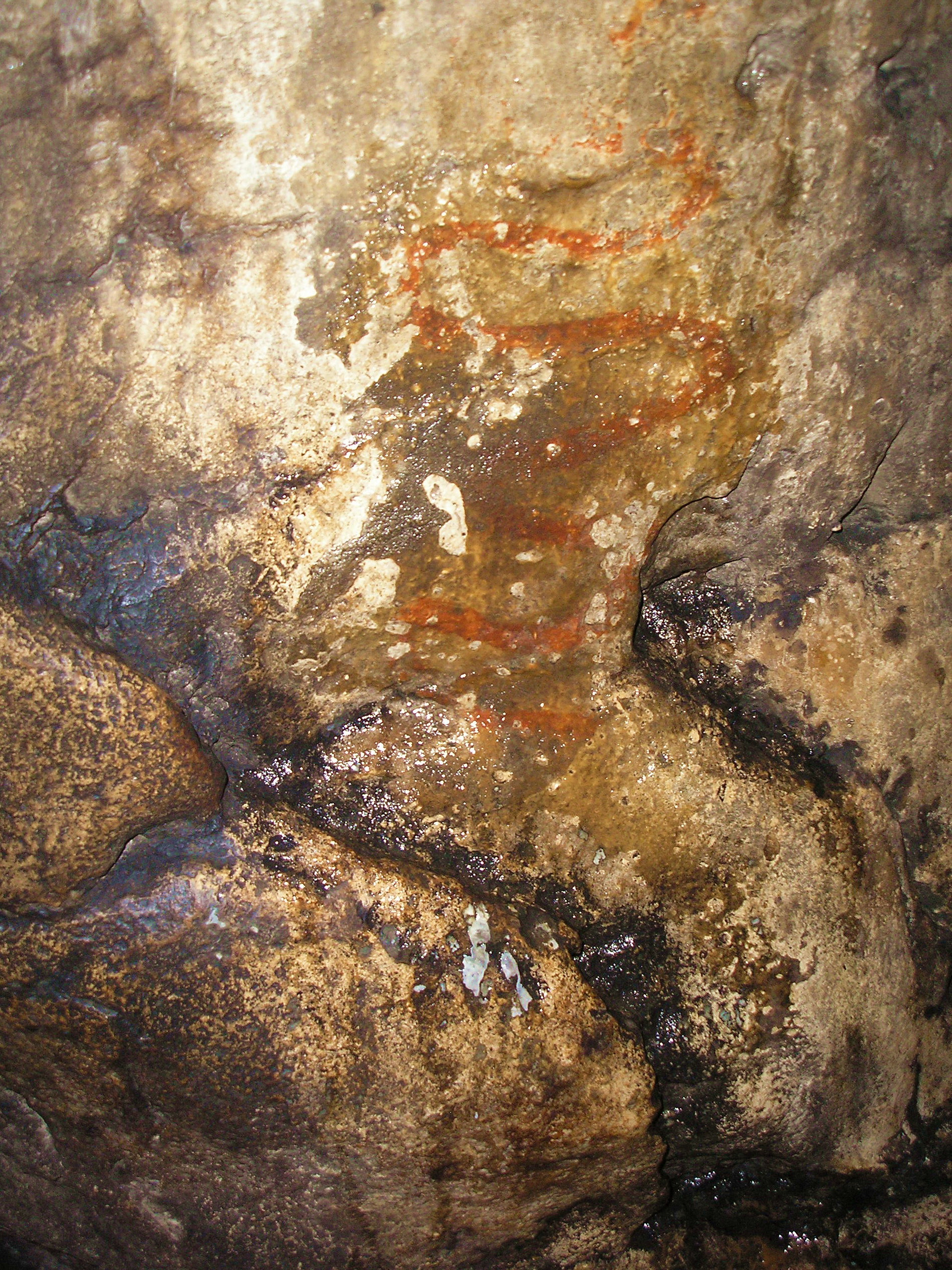
Наскальное изображение змеи
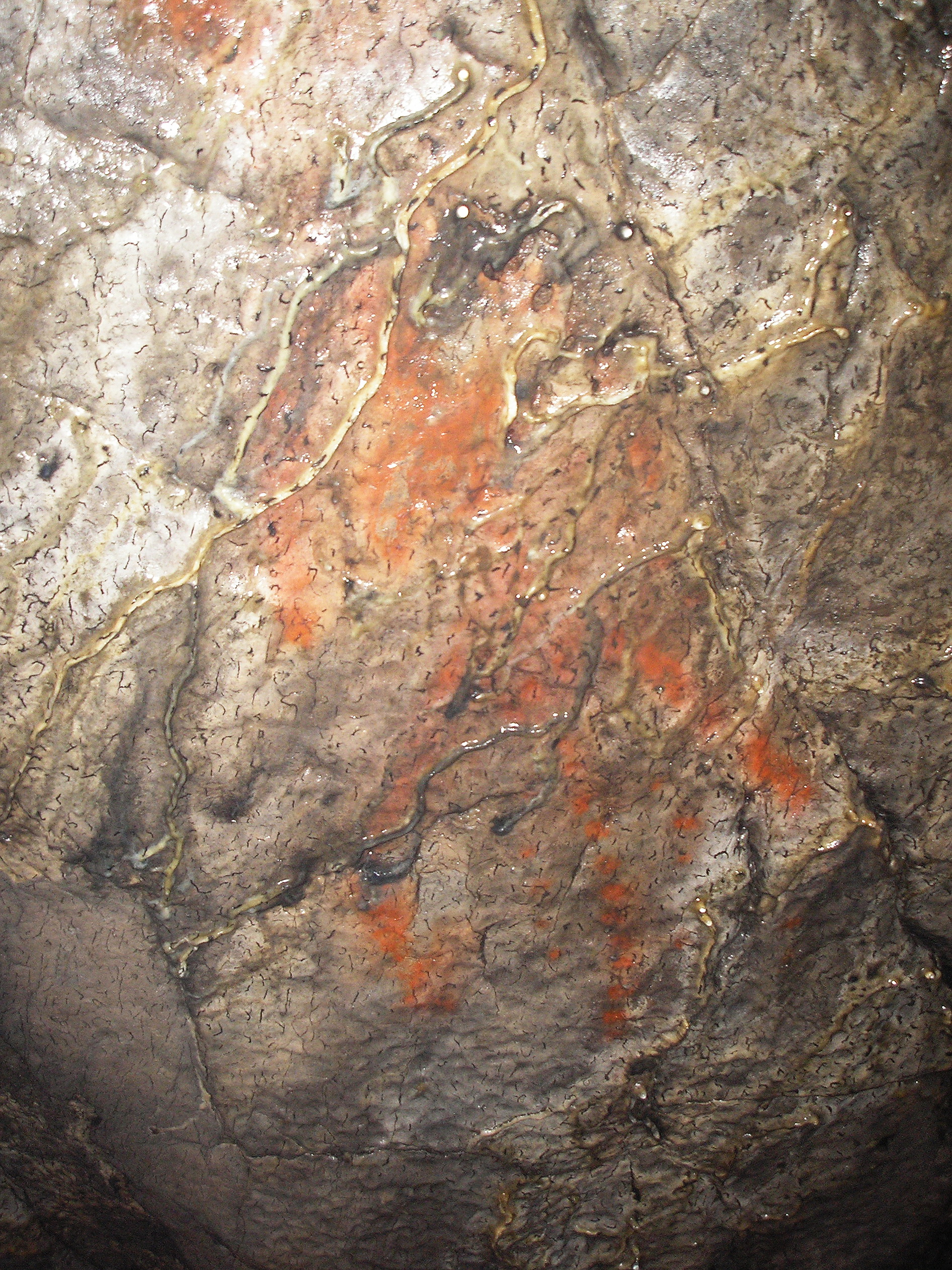
Наскальное изображение женщины
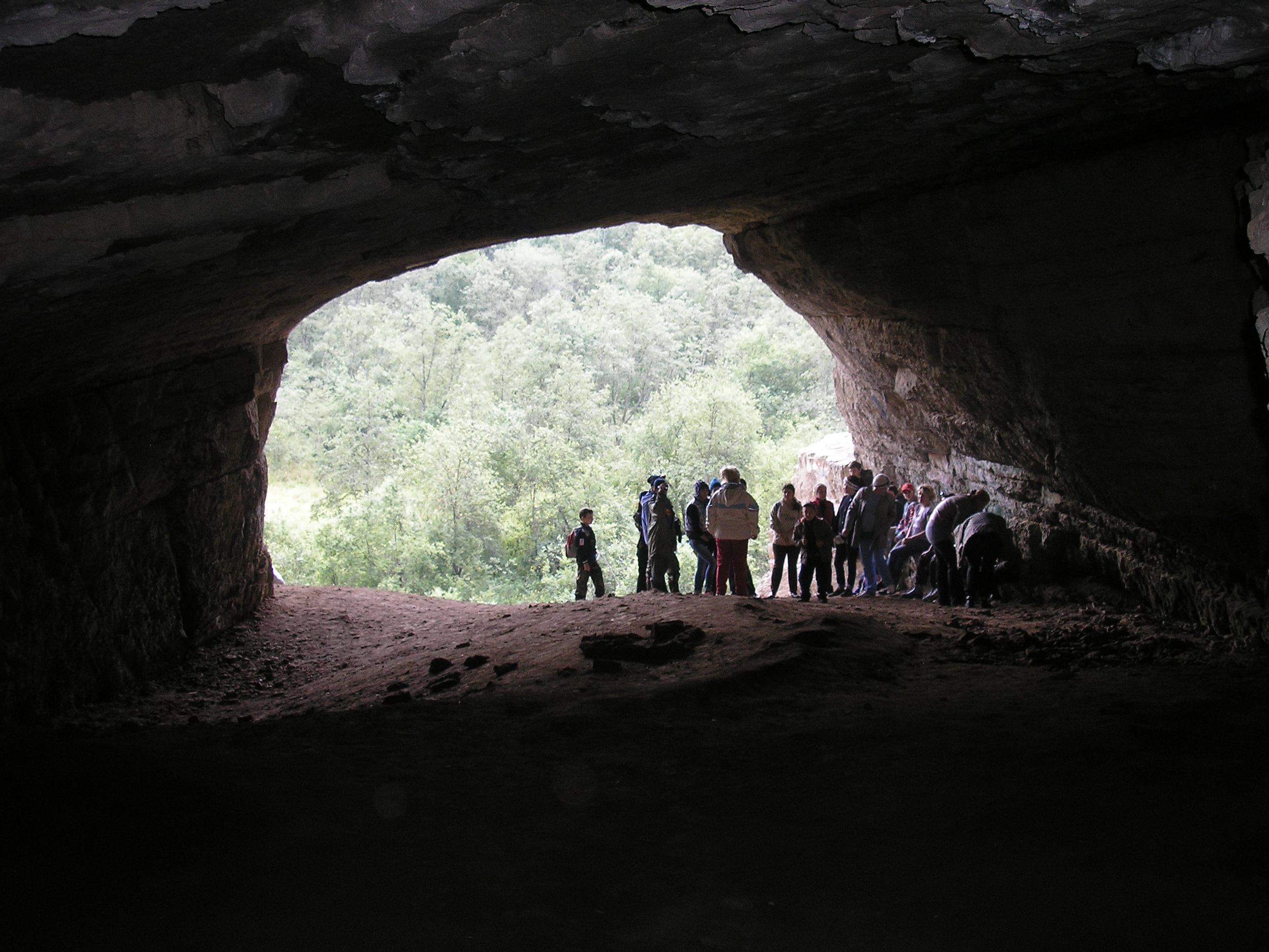
Вид изнутри на портал
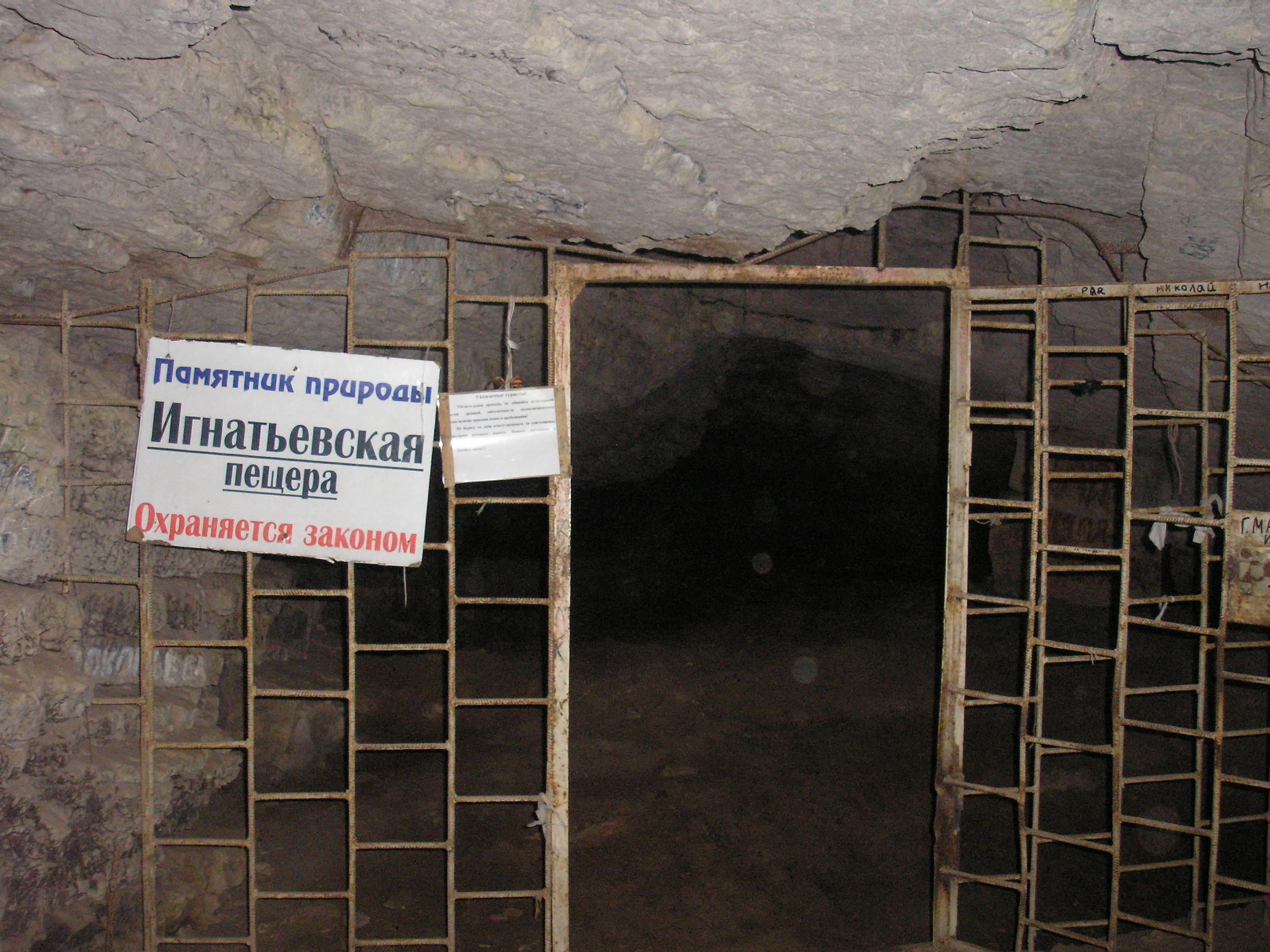
Вход во внутреннюю галерею
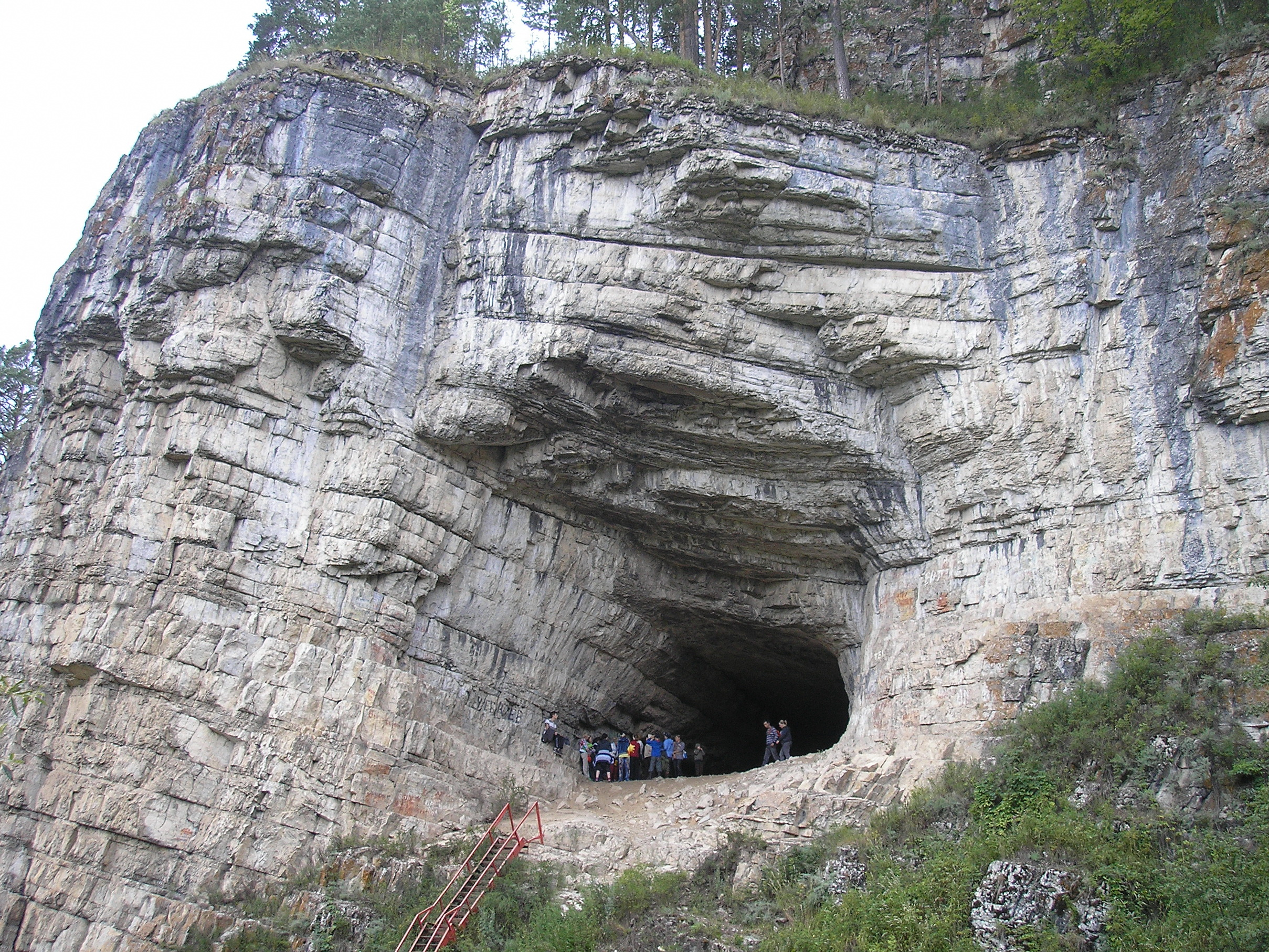
Портал Игнатьевской пещеры
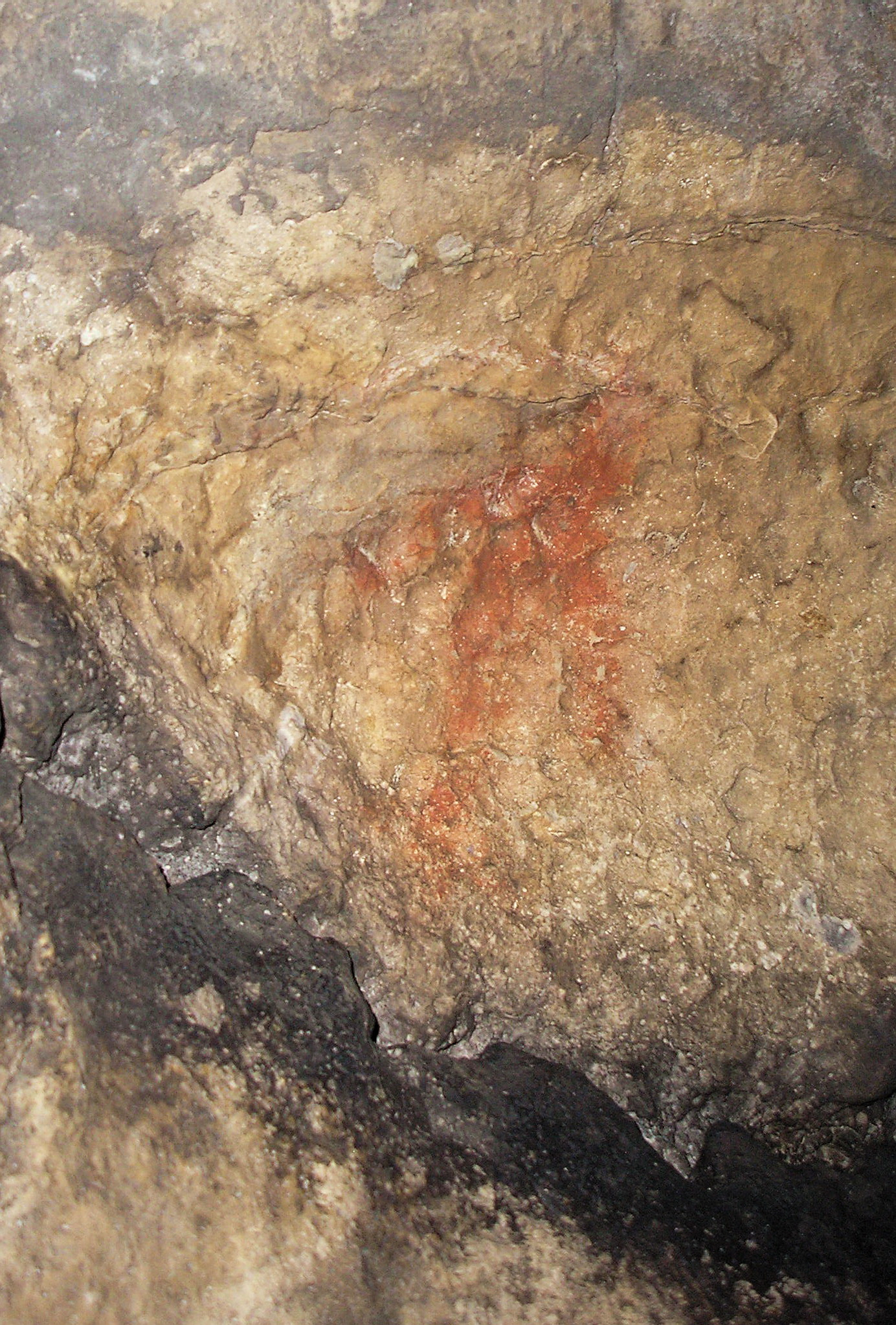
Наскальное изображение человека